# Alkoholizm i Narkomania
Alkoholizm i Narkomania – kwartalnik naukowy. Publikuje artykuły naukowe poświęcone problemom alkoholizmu i narkomanii oraz uzależnieniom od innych substancji psychoaktywnych a także profilaktyce tychże uzależnień.
Zawiera następujące działy:
- prace oryginalne
- prace przeglądowe
- prace monograficzne
- recenzje
- listy

Spis treści także w jęz. angielskim.